# Rufino Fernández de Larrinoa
Rufino Fernández de Larrinoa Magunaurrecoechea (Arrigorriaga (Vizcaya), 11 de enero de 1909-Basauri (Vizcaya), 6 de diciembre de 2001) fue un futbolista español que jugaba como centrocampista y participó en la liga de primera división. Formó parte de la plantilla del Racing de Santander y del Real Betis Balompié.

## Biografía
Se inició en el  Club Padura de Arrigorriaga, en 1928 fichó por el Racing de Santander entrenado por Patrick O´Connell donde permaneció cinco temporadas. En 1933 fichó por el Real Betis Balompié con quien debutó el 15 de noviembre de 1933 en un partido amistoso contra el Baracaldo. En la temporada 1934-35 fue titular del Betis y se proclamó con este equipo campeón de liga de primera división. Se retiró del fútbol en 1936.
| Club                | País   | Año     |
| ------------------- | ------ | ------- |
| Racing de Santander | España | 1928-29 |
| Racing de Santander | España | 1929-30 |
| Racing de Santander | España | 1930-31 |
| Racing de Santander | España | 1931-32 |
| Racing de Santander | España | 1932-33 |
| Real Betis Balompié | España | 1933-34 |
| Real Betis Balompié | España | 1934-35 |
| Real Betis Balompié | España | 1935-36 |

## Títulos
| Título | Club           | País   | Año  |
| ------ | -------------- | ------ | ---- |
| Liga   | Betis Balompié | España | 1935 |